# 2037 Tripaxeptalis
2037 Tripaxeptalis (1973 UB) là một tiểu hành tinh vành đai chính được phát hiện ngày 25 tháng 10 năm 1973 bởi P. Wild ở Zimmerwald.